# 依田和夫
依田 和夫（よだ かずお、1971年 - ）は、日本のソングライター、編曲家。岡山県出身、B型。

## 来歴
小学1年生の頃よりヴァイオリンを始める。中学に入りYMOに触発されピアノに転向。その頃から作曲を始める。高校時代は寮生活のため音楽は断念（音楽を聴くことすら禁止されていた）。成蹊大学経済学部経済学科入学。シンセサイザーを購入し作曲を再開。
1995年 大学在学中、AXIAアーティストオーディション 最終選考に選ばれる。大学へ5年就学後、京都に移り住み、アルバイトをしながら曲作りを続ける。
1997年11月 本格的に音楽活動を始めるため帰京。デモテープ作成、プロモーション開始。
1998年2月22日 NECムジカノーヴァ音楽祭、最優秀賞（大賞）を受賞し、ニューヨーク旅行を獲得。受賞曲：「曖昧生活向上計画」。7月 作家（作詞・作曲）として、初のCDが発売される。
1999年より楽曲提供活動を本格化させる（詳細後述）。
2000年10月27日 インプレス「Music Watch」HPにて、オリジナル曲のダウンロードを開始。
2001年4月2日 - USEN「FRESH MUSICIAN」にて「さくら」が3月度最優秀曲に選ばれ、4月分エンディングテーマとして、A39chで放送。5月1日 「Music Watch」ホームページにて、「さくら」が4月度ダウンロードランキング1位。
2003年11月20日 自主レーベルよりアルバム「曖昧生活向上計画」発売。

## 人物
- 趣味は料理、釣り、旅行など。CMにおいて長年ローソンの看板の声を担当していた。

## 作品
楽曲提供
- 矢原いずみミニアルバム「月の砂」 1999年「ねぇダーリン」（編曲・Prog）
- 沢田知可子 アルバム「ラプソディ」 2001年 「Ken」（作曲）
- 嵐 アルバム「One」 2005年 「風見鶏」（作詞・作曲）
- 中島美嘉 3rdアルバム「MUSIC」 2005年 「ヘムロック」（作曲）
- 宮川愛 シングル「Here I am!」（作曲・編曲） 2006年 「SWEET MEMORIES」（編曲）
- AKB48 ひまわり組2nd Stage 2007年 「初めてのジェリービーンズ」（編曲）
- 関ジャニ∞ シングル 「イッツ マイ ソウル」 2007年 C/W「あの言葉に」（作詞・作曲）
- 中山優馬 Hey! Say! JUMP&ジャニーズJr.イベント2008年「SUMMARY 2008」 「孤独なSoldier」（作詞・作曲）

TVアニメ
- 「カードキャプターさくら」主題歌コレクション 2001年 VICL-60820
  - 「ありがとう」歌：丹下桜（作曲）
- 「X」オリジナルサウンドトラックII 2002年 VICL-60823
  - 「結晶」歌：司狼 神威（鈴村健一）イメージソング（作曲）
- 「ちょびっツ」EDテーマC/W 2002年 VICL-35373
  - 「瞳のトンネル」歌：田中理恵 イメージソング（作曲）
- 「ちょびっツ」キャラクターソング・コレクション 2002年 VICL-60904
  - 「ビヨンド 」 歌：国分寺稔（桑島法子）&柚姫（折笠富美子）（作曲）
- 「カレイドスター」ボーカルアルバム 2004年 KICA-629
  - 「Blanc et Noir」歌：広橋涼&水橋かおり（編曲・Prog）
  - 「Blooming」歌：中原麻衣（編曲・Prog）
- 「ツバサ・クロニクル」ドラマ&キャラソンアルバム「王宮のマチネ Chapter.2 ありえないゴール」 2006年 VICL-61851
  - 「Smile」（作曲・編曲）歌：浪川大輔
- 「LOVELESS」ボーカルアルバム 2006年 FCCM-0113
  - 「走れ 思うまま」（曲）歌：斎賀みつき/吉野裕行
- ポケットモンスター ダイヤモンド&パール
  - 「君のそばで〜ヒカリのテーマ」2006年 ZMCP-3241 歌：グリン（作曲・編曲）
  - 「Together2008」（編曲・Mix）歌：あきよしふみえ2008年
  - 「君のそばで 〜ヒカリのテーマ〜 Winter Ver.」（編曲）2008年
  - 「風のメッセージ（PokaPokaバージョン）」歌：水橋舞（編曲・Mix）2008年
- ポケモンTV主題歌集ベストDVD 1997-2007 2007年
  - 君のそばで〜ヒカリのテーマ〜
  - 君のそばで 〜ヒカリのテーマ〜 Pop-up Ver.
- 「まりあ†ほりっく」EDテーマ「君に、胸キュン。」歌：天の妃少女合唱団（編曲・Mix）2009年

映画・OVA
- OVA「ときめきメモリアル」EDテーマ 1999年 KMCA-17
  - 「MAYBE LOVE」 歌：金月真美（作曲）
- 「劇場版カードキャプターさくら・封印されたカード」サウンドトラック 2000年 VICL-60591
  - 「ありがとう」 歌：丹下桜（作曲）
- 「劇場版ポケットモンスター ダイヤモンド&パール ディアルガVSパルキアVSダークライ」
  - シングル「君のそばで 〜ヒカリのテーマ〜（Pop-up Ver.）」（編曲）2007年 ZMCP-3527
  - アルバム「ミュージックコレクション」M5「そして今日も〜君のそばで〜」（作曲）2007年 ZMCP-3528
- 劇場版ポケットモンスター ダイヤモンド&パール アルセウス 超克の時空へ
  - シングル「ハイタッチ!2009」（編曲）歌：サトシ&ヒカリ 2009年 ZMCP-4911

BGM/劇伴
- TVアニメ「ドージンワーク」
  - OPテーマ 「いーじゃん!友情」〜MAKI
  - 「なじみのテーマ〜マイペース（BGM）」（作曲・編曲・Rec・Mix）2007年 ZMCZ-3523
  - EDテーマ 「夢みる乙女」〜水橋舞
  - 「ドージンワークのテーマ #1（BGM）」（作曲・編曲・Rec・Mix）2007年 ZMCZ-3524
  - オリジナルサウンドトラック 音楽：三留一純・依田和夫（作曲・編曲・Rec・Mix）2007年
- CS110度「フジテレビ・ドット・ディノス」ステーション・イメージ映像&音楽プロデュース 2003年5月26日〜

声優
- 中川亜紀子
  - アルバム 「微笑みのSoldier!」1998年 SRCL-4320
    - 「ぎゅっとぎゅっと抱きしめて。」（作詞・作曲）
    - 「FRIDAY NIGHT」（作詞・作曲）
- 丹下桜
  - シングル「WONDER NETWORK」（作曲）1999年 KIDA-7652
- 野田順子
  - アルバム「Tough but Tender」 2001年 KMCA-123
    - 「まなざしの向こうに・・・」（編曲/All instruments）

  - アルバム「SPARKLE〜Songs from TOKIMEKI MEMORIAL 2」 2002年 KMCA-161
    - 「Brilliant」（作曲）

  - アルバム「Precious One」 2003年 KMCA-180
    - 「ココロのドア」（編曲・Prog）
- 田中理恵
  - アルバム「24 wishes」2003年 VICL-60999
    - 「瞳のトンネル」（作曲）
- 桑島法子
  - アルバム「純色brilliant」（キャラクターソング・ベスト） 2006年 VICL-61796
    - 「ビヨンド〜Solo Ver.〜」（作曲）

ゲーム
- 「ときめきメモリアル2 Blooming Stories 1 寿 美幸」シングル 2000年 KMCM-1
  - 「恋するDolly 」 歌：高野直子（作曲）
- 「ときめきメモリアル2 Blooming Stories 3 白雪美帆&真帆」シングル 2000年 KMCM-3
  - 「My Little Blossom」歌：橘ひかり（作曲）
- 「ときめきメモリアル2・ボーカルトラックス2」2000年 KMCA-56
  - 「Brilliant」歌：野田順子（作曲）
- 「ときめきメモリアル2・ボーカルトラックス3」2001年 KMCA-88
  - 「with you」歌：高野直子 寿美幸イメージソング（作曲）
  - 「見えない小石」 歌：小菅真美 水無月琴子イメージソング （作曲）
- Xbox ゲームソフト「Project Gotham Racing2」BGM 2003年 G44-00034
  - 「sabotage」歌：依田和夫 （作詞・作曲・編曲）